# Desfibrilador implantable
El desfibrilador implantable es un dispositivo que se coloca en el interior del cuerpo de pacientes con "Fibrilación ventricular", esto es, arritmias ventriculares graves, o con taquicardias ventriculares. La operación se realiza bajo los efectos de una anestesia local. En caso de no tratarse, estas arritmias podrían provocar parada cardiaca. 
El desfibrilador interviene cada vez que detecta una arritmia ventricular, generando un impulso eléctrico que provoca el latido del corazón. Consta de unos electrodos que se conectan, por un lado, con el corazón y por el otro, con el desfibrilador, que se alojará debajo de la piel, cerca de la clavícula. 
En ocasiones, el desfibrilador se prescribe en casos de terapia de resincronización cardiaca, mejorando así la insuficiencia cardiaca.
El paciente con desfibrilador implantado puede llevar una vida prácticamente normal. Sin embargo, cada tres o seis meses debe acudir a revisión; y cada seis años, someterse a una pequeña intervención para cambiar la batería del desfibrilador.